# История Бухареста
История Бухареста, столицы Румынии.

## Древний мир
Территория Бухареста населена со времени палеолита. Большая часть территории города и уезда Илфов была покрыта лесами, поэтому во времена античности там не возникло сколь-нибудь большого города. Но там было много мелких поселений даков. В окрестностях Бухареста (Херэстрэу, Раду Водэ, Дэмэроая, Лакул Тей, Пантелемон и Попешть-Леордень) найдены древние дакийские селения. Даки вели торговлю с Римом, о чём можно судить по монетам и драгоценностям римского происхождения, найденным в Джулештах и Лакул Тей.
Славяне основали несколько поселений в районе Бухареста. Их названия сохранились и по сей день: Снагов, Глина, Кяжна, но славянское население в средние века было ассимилировано румынами.

## Средневековье
Согласно легенде, Бухарест был основан пастухом по имени Букур (Bucur). Другая, более правдоподобная версия утверждает, что город основал Мирча Старый в XIV веке после победы над турками. Bucurie переводится с румынского языка как «радость», поэтому Бухарест часто называют «Городом радости». Слово bucurie предположительно дакийского происхождения, оно родственно албанскому слову bukur, которое переводится как «красивый».
Основание Бухареста, как и многих других древних румынских городов, приписывается полумифическому первому влашскому князю Раду Негру. Современные историки утверждают, что первоначально это была крепость, возведённая на месте дако-римских поселений и используемая для защиты подходов к Тырговиште, бывшей столицы Валахии.
Бухарест впервые упоминается под своим настоящим именем в 1459 году в качестве резиденции влашского князя Влада Цепеша. Вскоре в нём размещается и княжеский двор. В 1595 году город был сожжён турками. После восстановления, Бухарест быстро рос, и в 1698 году князь Константин Брынковяну переносит столицу сюда. В 1859 году Бухарест становится столицей объединённой Румынии.

## Новое время
В течение XVIII века Бухарест несколько раз занимали турецкие, русские и австрийские войска. В 1812 году в нём был подписан мирный договор, по условиям которого территория между Прутом и Днестром отошла к Российской империи.
В 1813—1814 Бухарест был охвачен караджинской чумой, только в этом городе от чумы умерло 20—30 тыс. человек. Две трети людей бежали из Бухареста.
23 марта 1847 года пожар уничтожил около трети города (2000 зданий).
В результате Румынской революции 1848 против князя Бибеску русские войска захватили город и удерживали его в 1853—1854 годах. После ухода русских в Бухаресте до марта 1857 года оставался австрийский гарнизон. В 1858 году в Бухаресте был проведён международный конгресс, посвящённый организации придунайских княжеств. В 1861 году после провозглашения объединения Валахии и Молдавии Бухарест стал столицей Румынии.
Во второй половине XIX века население Бухареста значительно увеличилось. Из-за экстравагантной архитектуры и бурной культурной жизни города Бухарест того времени называли «Восточным Парижем» или «Маленьким Парижем». Проспект Победы сравнивали с Елисейскими полями.

## XX век
Во время Первой мировой войны Бухарест был оккупирован немецкими войсками (с 6 декабря 1916 по 17 ноября 1918). На это время столица была перенесена в Яссы. В ноябре 1918 года Бухарест становится столицей Румынского королевства.
13 (26) декабря 1918 в Бухаресте состоялась демонстрация в поддержку бастовавших типографских рабочих. Более ста человек было расстреляно по приказу властей. Выступления рабочих железнодорожных мастерских Гривицы положили начало Февральским забастовкам 1933 в Румынии. В июне 1941 с согласия румынского правительства в Бухарест были введены немецкие войска. Город сильно пострадал от бомбардировок союзников во время войны. Город был освобождён от немецкой оккупации в результате народного вооружённого восстания 23 августа 1944. Коммунисты не сыграли особой роли в событиях 23 августа, однако позже использовали это себе на пользу. 8 ноября 1945 года коммунисты подавили монархические выступления. 30 декабря 1947 в Бухаресте была провозглашена Румынская Народная Республика. В первые послевоенные годы Бухарест захлестнула волна уголовной преступности, в связи с чем высокой популярностью обладал комиссар полиции и майор милиции Эуджен Алимэнеску.
Во время правления Николае Чаушеску, особенно в 1976—1979 период, когда городскую администрацию возглавлял ближайший сподвижник диктатора Ион Динкэ, бо́льшая историческая часть города, включая старинные церкви, была разрушена. На её месте был возведён гигантский комплекс административных зданий.
В 1977 году землетрясение магнитудой 7,4 по шкале Рихтера унесло 1500 человеческих жизней и разрушило множество старинных зданий.
В декабре 1989 года Румынская революция, начавшаяся в Тимишоаре, переместилась в Бухарест. Режим Чаушеску прекратил своё существование. В 1990 году последовали массовые протесты недовольных результатами революции, поддержанные студенческими союзами. Это событие стало известно, как Голаниада. Народные движения были жестоко подавлены с помощью шахтёров (Минериада). Последовало ещё несколько Минериад, приведших к смене правительства.
После 2000 года благодаря экономическому росту Румынии город был сильно модернизирован, многие исторические районы были восстановлены.

## Хронология
- 1459 — Бухарест впервые упомянут в документе времени правления Влада Цепеша
- 1465 — Раду Красивый выбирает Бухарестскую крепость в качестве своей резиденции
- 1595 — город сожжён турками
- 1661 — строятся первые дороги, мощёные камнями
- 1678 — в Бухаресте напечатана первая книга «Ключ к знанию» Иоанидия Галитовского
- 1694 — при монастыре Св. Саввы открыта первое в Румынии высшее учебное заведение «Академия Святого Саввы»
- 1698 — столица перенесена в Бухарест
- 1702 — Константин Брынковяну строит дворец Могошоая
- 1704 — в Бухаресте открыта первая больница при монастыре Колцей
- 1789 — австрийские войска оккупируют Бухарест и остаются в нём в течение двух лет
- 1808 — построена старейшая на сегодняшний день гостиница «Hanul lui Manuc», где в 1812 году был подписан мирный договор между Россией и Турцией
- 1821 — греческие революционеры и пандуры Тудора Владимиреску удерживают Бухарест в течение 56 дней
- 1829 — русская оккупация
- 1834 — основана Бухарестская Национальная Библиотека
- 1844 — основана первая в Бухаресте пожарная бригада
- 1847 — пожар уничтожил большую часть коммерческого центра города (2000 домов)
- 1848 — в Бухаресте начинается Румынская революция 1848, турецкие войска оккупируют город
- 1852 — построен национальный театр
- 1853—1856 — последовательная оккупация русскими, турками и австрийцами
- 1854 — открыт сад Чишмиджиу
- 1857 — в Бухаресте впервые в мире начинают использоваться городское освещение с помощью бензиновых ламп
- 1859 — Бухарест становится столицей объединённой Румынии
- 1860 — основаны школы Георгия Лазэра и Матея Басараба
- 1864 — основан Бухарестский Университет, построенный на месте монастыря Святого Саввы
- 1869 — построен первый железнодорожный вокзал Филарет в Бухаресте
- 1871 — запущена первая трамвайная линия между Северным Вокзалом и рынком Обор
- 1872 — открыт Северный Вокзал (первоначально назывался Вокзал Тырговиштей)
- 1882 — в королевский дворец и Бухарестский Национальный Театр проведено электричество
- 1884 — основана ежедневная газета Универсул
- 1884 — построена первая телефонная линия между Министерством Внутренних Дел и центральным почтовым отделением
- 1885 — в Котроченах открыт Ботанический сад
- 1885 — построено здание Национального Банка Румынии
- 1888 — открыт концертный зал «Румынский Атенеум»
- 1889 — построена пожарная вышка Фоишорул де Фок
- 1893 — открыт дворец Котрочень
- 1894 — построена трамвайная линия между дворцом Котрочень и районом Обор
- 1916 — немецкая оккупация, столица перенесена в Яссы
- 1918 — город освобождён, Бухарест снова становится столицей
- 1920-е — вводится в эксплуатацию телефонная сеть с 3000 абонентов
- 1922 — построена Триумфальная Арка (из дерева)
- 1928 — Румынское общество радиовещания начинает вести регулярные передачи
- 1935 — Триумфальная Арка перестроена из бетона и гранита
- 1936 — социолог Дмитрий Густи основывает Государственный Музей, один из первых в мире этнографических музеев
- 1936 — открыт парк Херэстрэу (площадью 1,87 км²)
- 1937 — закончено строительство королевского дворца (сейчас Бухарестский музей искусств), начатое в 1930
- 8 июня 1938 — в Национальном Парке Карола II открывается телевизионный павильон
- 1939 — основана Бухарестская Военная Академия
- 1948 — начинает работу аэропорт Бэняса
- 1949 — сдана в эксплуатацию первая троллейбусная линия между Площадью Победы и ипподромом Бэняса (сейчас Дом Свободной Прессы)
- 1950 — открывается первая кинематографическая студия «Буфтя»
- 1951 — открывается стадион Динамо на 20 000 мест
- 1953 — заканчивается строительство спортивного комплекса «23 августа» (сейчас Национальный стадион Лия Манолиу)
- 1954 — открывается Румынская Опера
- 1955 — на заводе «Вулкан» выпускается первый румынский автобус
- 31 декабря 1956 — транслируется первая в стране телепередача
- 1957 — построен «Дом Искры» (Casa Scânteii), сейчас Дом Свободной Прессы
- 1957 — открывается Музей Румынской Литературы
- 1961 — открыт цирк Глобус, самый большой цирк в Румынии (на 2500 мест)
- 1961 — начинается выпуск первых в Румынии телевизоров марки «Электроника»
- 1964 — основана кинематографическая студия «Анимафильм»
- 1970 — открыт международный аэропорт Отопень в 17 км от Бухареста
- 1970 — построено высочайшее на тот момент здание Бухареста — отель Интерконтиненталь
- 1973 — построен национальный театр «И. Л. Караджиале»
- 1974 — построен самый большой в городе крытый спортивный комплекс «Sala Polivalentă»
- 1976 — открыт универсальный магазин Униря
- 1977 — в результате землетрясения погибло 1500 человек
- 1979 — сдана в эксплуатацию первая линия метро между станциями «Семэнэтоаря» («Semănătoarea») и «Тимпурь Ной» («Timpuri Noi»)
- 1981—1988 — строительство самого большого здания в Румынии — Дома народа (Casa Poporului), которое является вторым по величине зданием в мире после Пентагона. Сейчас это здание румынского парламента.
- 1989 — румынская революция
- 1990 — основан Музей Румынского Крестьянства
- 1990 — проведена Голаниада (Golaniada) и Минериада (Mineriad)
- 1991 — открыт Национальный Музей Котрочень
- 1992 — в результате Минериады смещено правительство Петра Романа
- 1992 — первое подключение к интернету в Бухарестском Политехническом Университете
- 1994 — принят новый герб муниципия Бухарест
- 2000 — примаром города избран демократ Траян Бэсеску
- 2004 — в июне Траян Бэсеску переизбран на пост примара, но в декабре он уходит с должности после победы на президентских выборах
- 2005 — Адриан Видяну становится примаром Бухареста